# Tom Danielson
Tom Danielson (født 13. marts 1978) er en amerikansk tidligere professionel cykelrytter.